# Houston megye (Alabama)
Houston megye az Amerikai Egyesült Államokban, azon belül Alabama államban található. Alabama délkeleti részén található Houston megye az állam Wiregrass régiójának szívében található , ahol az ország földimogyorójának egynegyedét termelik , és joggal érdemelték ki a világ mogyorófővárosa címet. Houston megye volt a College Football Hall of Famer és a western filmsztár, Johnny Mack Brown (1904-1974) szülőhelye és gyermekkori otthona is. A megyét választott, öttagú bizottság irányítja. Megyeszékhelye és legnagyobb városa Dothan. Lakosainak száma 107 202 fő (2020. április 1.). Houston megye Henry, Early, Seminole, Jackson, Geneva és Dale megyékkel határos.

## Történet
Houston megyét 1903. február 9-én alapították,és így a legújabb megye lett Alabamában. A területe kialakításához három másik megyéből használtak fel területeket 72 százalékát Henry megyéből vágták le, a maradék pedig Dale és Genf megyékből származott. Houston megye azért jöhetett létre mert 1901-ben megszüntették azt a követelményt, hogy egy megye területének legalább 600 négyzetmérföldnek kell lennie. Azért hozták létre az új megyét, mert a nagyméretű Henry megye déli részei már távol estek a megyeközponttól, és az embereknek sokat kellett utazniuk ügyeik elintézéséhez. 1894-ben Dothan ban egy fiókbírósági épületet hoztak létre, de nem bizonyult elegendőnek az alsó Henry megye lakosai számára. Houston megyét Limestone megye George Smith Houston kormányzója tiszteletére nevezték el .
1903. március 16-án Dothan városa lett a megyeszékhely, és a mai napig is az. Az első bírósági épület, egy hagyományos téglaépület volt, amely 1905-ben épült, és 1962-ig állt. 1962-ben az 1905-ös bírósági épület helyére modern bíróság épült, amelyet 2003-ban a jelenlegire cseréltek.

## Népesség
A 2020-as népszámlálási becslések szerint Houston megye lakossága 107 202 fő volt. A következő eloszlás szerint.
| Rassz            | lélekszám | százalék | rangsor az állam 67 megyéje közül |
| ---------------- | --------- | -------- | --------------------------------- |
| Teljes           | 107202 fő | 2,13     | 11                                |
| Fehér            | 68251 fő  | 63,7     | 39                                |
| Afroamerikai     | 28232 fő  | 26,3     | 28                                |
| Spanyol          | 4481 fő   | 4,2      | 25                                |
| több rasszú      | 4244 fő   | 4,0      | 16                                |
| Ázsiai           | 1260 fő   | 1,2      | 13                                |
| Őslakos és egyéb | 734 fő    | 0,7      | 21                                |

Dothan megyeszékhely lakosságának becsült száma 68 608 volt.
 További jelentős települések a megyében Taylor, Madrid, Gordon, Ashford és Kinsey. 
A háztartások medián jövedelme 49 069 dollár volt, szemben az állam egészére vonatkozó 52 035 dollárral, az egy főre jutó jövedelem pedig 27 794 dollár volt, szemben az állam egészének 28 934 dollárjával.
A megye népességének változása:
| Lakosok száma | 101 793 | 102 371 | 103 298 | 103 668 | 104 173 | 107 202 |
|               | 2010    | 2011    | 2012    | 2013    | 2015    | 2020    |

## Gazdaság
Alabama nagy részéhez hasonlóan a mezőgazdaság volt az uralkodó. A régió viszonylagos elszigeteltsége és látszólag szegényes talaja miatt a polgárháború előtt gyéren lakott volt. Csak néhány önellátó gazdaság létezett a területen. A háború után fellendült a faipar. A 20. század első éveiben a gazdák rájöttek, hogy a homokos talajt kereskedelmi műtrágyákkal lehet termékennyé tenni, és a megye gyapottermelő vidék lett. A huszadik század elején a zsizsik megérkezése miatt a gyapot helyet más terményeket kellett termeszteni ezek a földimogyoró, a kukorica és a pekándió voltak , valamint az állattenyésztés is beindult. A földimogyoró annyira fontossá vált a megye gazdaságában, hogy az Egyesült Államokban termelt földimogyoró körülbelül felét Dothan 100 mérföldes körzetében termesztik.

## Foglalkoztatás
A 2020-as népszámlálási becslések szerint Houston megyében a munkaerő a következő ipari kategóriák között oszlik meg:
- Oktatási szolgáltatások, valamint egészségügyi és szociális segélyek (24,5 százalék)
- Kiskereskedelem (14,1 százalék)
- Gyártás (9,0 százalék)
- Művészetek, szórakoztatás, rekreáció, valamint szállás- és étkezési szolgáltatások (9,4 százalék)
- Szállítás és raktározás, valamint közművek (8,6 százalék)
- Szakmai, tudományos, gazdálkodási, valamint adminisztratív és hulladékgazdálkodási szolgáltatások (7,7 százalék)
- Építőipar (5,9 százalék)
- Egyéb szolgáltatások, kivéve a közigazgatást (5,9 százalék)
- Közigazgatás (5,1 százalék)
- Pénzügy és biztosítás, valamint ingatlan, bérbeadás és lízing (3,7 százalék)
- nagykereskedelem (3,6 százalék)
- Mezőgazdaság, erdőgazdálkodás, halászat és vadászat , valamint kitermelő (1,3 százalék)
- Információ (1,2 százalék)

## Oktatás
A Houston megyében 11 iskola található. A Dothan városában további 20 iskola van. A Troy Egyetemnek van egy kanpusza Dothanban, amely egyetemi és posztgraduális diplomákat, valamint továbbképzési kurzusokat és távoktatási lehetőségeket kínál. A Dothanban található Wallace Community College kétéves társult diplomát, valamint karrier- és műszaki programokat kínál.

## Földrajz
Az 1506 négyzetkilométer területű Houston megye az állam délkeleti sarkában fekszik. A megye a Tengerparti Síkság régió része , homokos talajból áll amelyet fenyvesek tarkítanak.
A Chattahoochee folyó és alsó mellékfolyói folynak a megye területén. Mivel a Chattahoochee folyó az egyik leginkább duzzasztott folyó délkeleten, fizikai és biológiai rendszerei jelentősen megváltoztak az elmúlt fél évszázad során. A folyó általános biológiai sokfélesége csökkent, és több hal- és kagylófaj is veszélyben van.
A US 231 és US 84 Houston megye fő közlekedési útvonalai. Az US 231 észak-déli irányban fut Houston megye nyugati határa mentén, az US 84 pedig általában kelet-nyugati irányban halad át a megye közepén. A Dothan-Houston megyei repülőtér a megye egyetlen nyilvános repülőtere .

## Események és látnivalók
Houston megye számos kikapcsolódási lehetőséget kínál a látogatók számára. A Dothan ban található Landmark Park egy 100 hektáros, élő-történelmi tanya különféle állatokkal, köztük juhokkal, kecskékkel, sertésekkel, csirkékkel és szarvasmarhákkal.
Minden ősszel Dothan ad otthont a Nemzeti Földimogyoró Fesztiválnak , ahol különféle események zajlanak. Nagy, egyedileg díszített mogyorószobrok találhatók Dothan belvárosában az éves ünnepség alkalmából. A George Washington Carver Interpretive Museum a híres mezőgazdasági tudóst és oktatót ünnepli, aki inspirálta a földimogyoró-tenyésztést a régióban.
Dothan belvárosában számos más látnivaló található. A Wiregrass Museum of Art. A belváros a város képi történetét kínálja az autósoknak a város különböző épületein található színes falfestményeken keresztül. A Dothan Operaház egy lenyűgöző neoklasszikus épület, amely 1915-ből származik.